# Leptochiton latidens
Leptochiton latidens är en blötdjursart som först beskrevs av J. Richard M. Bergenhayn 1933.  Leptochiton latidens ingår i släktet Leptochiton och familjen Leptochitonidae. Inga underarter finns listade i Catalogue of Life.